# Знак трёх
«Знак трёх» (англ. The Sign of Three) — второй эпизод третьего сезона телесериала BBC Television «Шерлок». Сценарий написан Стивеном Томпсоном, Стивеном Моффатом и Марком Гэтиссом; режиссёр эпизода — Колм Маккарти; музыка написана Майклом Прайсом и Дэвидом Арнольдом. Действие эпизода сосредоточено на свадьбе доктора Джона Ватсона и Мэри Морстен, которая состоится через полгода после событий «Пустого катафалка». Эпизод был впервые показан 5 января 2014 года на BBC One и привлёк 11,37 миллионов зрителей.
Эпизод вдохновлён рассказом сэра Артура Конан Дойла «Знак четырёх».

## Сюжет
В первой сцене эпизода детектив-инспектор Лестрейд и сержант Донован почти ловят криминальную семью Уолтеров, которая обставляла полицию несколько раз. Тем не менее, когда Лестрейд получает сообщение от Шерлока с просьбой о помощи, он бросает всё и едет на Бейкер-стрит, вызвав всё возможное подкрепление. Приехав, он обнаруживает, что у Шерлока всего лишь проблемы с написанием речи шафера для грядущей свадьбы Джона и Мэри Морстен.
Утром в день свадьбы миссис Хадсон напоминает Шерлоку, что брак меняет людей. На приёме Джон рад увидеть майора Шолто, своего бывшего командира. Шолто живёт в уединении под пристальным вниманием прессы, получая огромное количество угроз расправы из-за того, что в Афганистане потерял весь отряд новобранцев. Шерлок звонит Майкрофту, который повторяет утверждение миссис Хадсон, что брак Джона и Мэри изменит его жизнь.
Шерлок начинает говорить свою речь шафера, однако чувствует себя неуверенно. После прочтения телеграмм, Шерлок выражает своё глубокое уважение Джону и начинает бессвязный рассказ, описывающий роль Джона в деле об «Окровавленном гвардейце»; гвардеец по имени Бэйнбридж просит Шерлока о помощи, так как понимает, что за ним следят. К моменту, когда Шерлок и Джон попадают в комнаты гвардейцев, Бэйнбриджа признают мёртвым с колотой раной, однако ни оружия, ни пути отхода предполагаемого убийцы не были обнаружены. На вопрос Лестрейда о разгадке этого дела, Шерлок признаёт, что не раскрыл его, однако отмечает сострадание Джона; вместо попытки раскрыть убийство Бэйнбриджа, чем занимался Шерлок, Джон осмотрел тело и нащупал пульс, и, велев вызвать скорую, оказал первую помощь.
Речь Шерлока переходит к другому делу — «Человек-однодневка»; через несколько дней после ужина с молодым человеком в его квартире, женщина (которая работает медсестрой) обнаружила квартиру пустой, а мужчина, с которым она встречалась, оказывается мёртв вот уже несколько недель. Шерлок и Джон, ещё не протрезвев после мальчишника Джона, пытаются найти улики, однако их арестовывают за их пьяные выходки. На следующее утро повеселевший Лестрейд способствует их выходу из тюрьмы. Шерлок общается в чатах с другими женщинами с подобным Тессе опытом, однако не может установить связь между ними, но с помощью Джона заключает, что это был уставший от брака мужчина, который выискивает недавно скончавшихся одиноких мужчин и использует их личности и квартиры для встреч с женщинами.
Продолжая свой тост, Шерлок внезапно вспоминает, что Тесса знает второе имя Джона (Хэмиш). Будучи в курсе, что Джон терпеть его не может и никогда не употребляет, Шерлок вычисляет, что она видела приглашение на свадьбу. Он заключает, что все женщины работают на Шолто на разных должностях, и были связаны подпиской о неразглашении. Человек-однодневка ухаживал за ними, чтобы найти и убить Шолто, а свадьба — идеальное место для этого. Шерлок передаёт записку Шолто, который возвращается в свой гостиничный номер и достаёт пистолет для самозащиты. Шерлок, Джон и Мэри бегут к его комнате, чтобы спасти, однако он отказывается открывать дверь, пока дело не будет раскрыто. Шерлок понимает, что дело об «Окровавленном гвардейце» связано с Шолто, а их ремни от военной формы — общее звено. Если Бэйнбридж потерял сознание в душе, он был заколот тончайшим стилетом в спину в области ремня — лишь тугой пояс удерживает ткани вместе, пока не снят; а настолько тонкий и аккуратный прокол не чувствуется до этого момента. Услышав это объяснение, Шолто хочет совершить самоубийство, сняв пояс. Шерлок убеждает его не делать этого, особенно на свадьбе Джона. Шолто открывает дверь и просит оказать медицинскую помощь.
Тем же вечером Шерлок просит Лестрейда задержать фотографа, и представляет его инспектору как Джонатана Смолла (он же Человек-однодневка и он же человек, заколовший Бэйнбриджа и Шолто). Фотограф оказывается братом одного из новобранцев, которые погибли под командованием Шолто, а на Бэйнбридже Смолл лишь практиковался перед убийством Шолто. После игры Шерлока на скрипке для первого танца Джона и Мэри, он сообщает им, что Мэри беременна — он заметил у неё повышенный аппетит, изменение вкусового восприятия и утреннее недомогание — «знак трёх». Шерлок успокаивает их, говоря, что они станут прекрасными родителями, так как они успели потренироваться на нём. Тем не менее эпизод завершается горько-сладким моментом, когда Шерлок рано и в одиночестве уходит со свадьбы, осознав, что его отношения с Джоном никогда не будут прежними.

## Производство
Эпизод срежиссирован Колмом Маккарти, который работал с Моффатом над эпизодом «Доктора Кто» «Колокола Святого Иоанна». Radio Times сообщили, что Маккарти был нанят после «ухода режиссёра Пола Макгигана, который ответственен за создание особенного визуального тона телесериала». Согласно источникам Radio Times, «Знак трёх» был написан Стивеном Томпсоном, который до этого работал над эпизодами «Шерлока» «Слепой банкир» и «Рейхенбахский водопад». Хотя эпизод выбивается из общей стилистики шоу, все три главных сценариста упомянуты в начальных титрах как авторы эпизода. Стивен Моффат сообщил BBC Q&A, что написал бо́льшую часть шаферской речи Шерлока.

### Съёмки

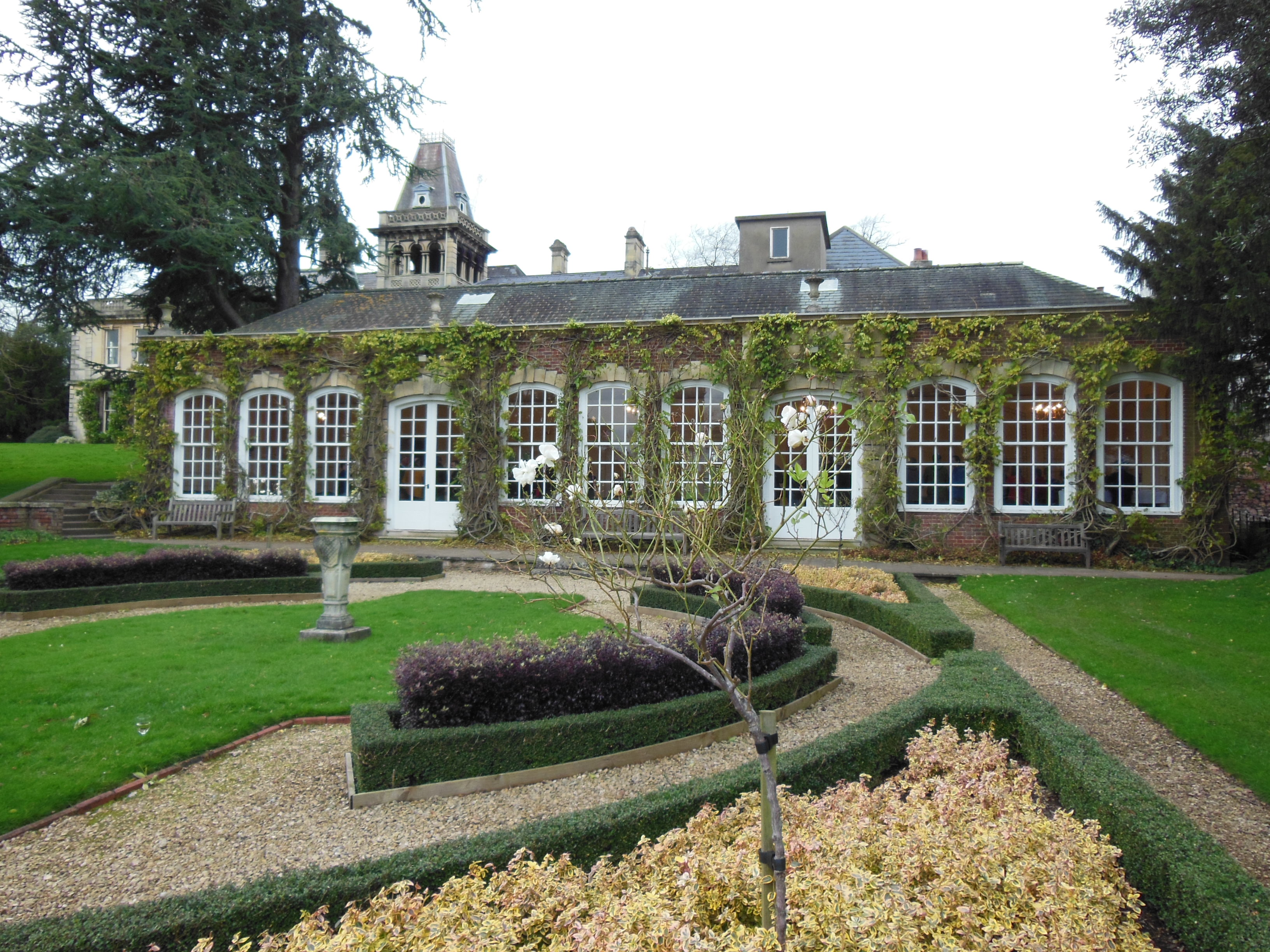
Оранжерея в Голдни-холл, где снимались сцены свадьбы Джона и Мэри.

Сцены свадьбы снимались в оранжерее в Голдни-холл, Бристоль. Другие сцены были сняты также в Бристоле: сцены на ступеньках здания суда снимались в Виктория-Румс; банковское ограбление происходило в здании Банке Англии, напротив Касл-парка; а сцены бракосочетания Джона и Мэри были сняты в церкви Святой Мэри в Снейд-парке.

## Показ и критика
Эпизод был впервые показан 5 января 2014 года на BBC One и BBC One HD с 20:30 по 22:00 по Гринвичу. За ночь эпизод посмотрели 8,8 миллионов зрителей с долей 31,9%, что ниже показателей предыдущего эпизода «Пустой катафалк» — 9,2 миллиона (33,8%).
В России третий сезон «Шерлока» был показан одновременно с Великобританией по Первому каналу. «Знак трёх» транслировался в ночь с 5 на 6 января 2014 года в 01:05 по московскому времени.

### Отзывы критиков
Эпизод получил признание критиков. Нила Дебнат из The Independent сказала, что «хотя это и не самая сильная история из саги про Шерлока, однако сценарий такой же сильный и свежий, а элемент с чертогами разума смягчён на пару тонов. „Знак трёх“ сняты остроумно и смешно. Там было много всего, от чего зритель сотрясается от хохота, в особенности благодаря апатичному отношению Шерлока к человечеству».
Кэролайн Фрост из The Huffington Post написала, что эпизод «в стиле Конан Дойла пересказывает несколько самых странных дел», а «монтаж из воспоминаний предал шоу необычность — что-то вроде разового Рождества, пародии, вдохновлённой „Разрядкой смехом“ и одного из многочисленных спецвыпусков-фантазий ситкомов». Также Оливия Джиа из The Punk Effect сказала, что «эпизод несомненно выбивается из канона „Шерлока“», однако затем назвала эпизод «…умным, уморительным и волнующим примером хорошей телепрограммы».
Мэр Лондона Борис Джонсон прокомментировал на аллюзию на него в статьях вымышленной газеты о «банде Уотерс» в первых сценах эпизода. На той же странице фальшивой газеты мелким шрифтом описан безымянный мэр Лондона как «колеблющийся, непоследовательный и эгоистичный», придерживающийся «странной» политики, над которым «недавно издевались из-за предложения поместить аэропорт посередине устья реки», что The Telegraph назвала очевидной отсылкой к Борис-айленду. Джонсон возразил, что шутке, о которых написала газета The Telegraph «были видны лишь считанные секунды», в чём отражено его мнение о «левом уклоне» BBC. Представитель BBC сказал: «„Шерлок“ является вымышленным драматическим телесериалом. И мэр, и газета, упомянутые в эпизоде являются полностью вымышленными и политически ни с кем не связаны».
Дэниел Крупа из IGN написал более отрицательный отзыв. Отметив актёрское мастерство Бенедикта Камбэрбетча и несколько душевных моментов, он был критичен по отношению к ритму повествования: «беспорядочный ритм не позволил зрителю по настоящему вникнуть в сюжет», а также осудил концентрацию на личной жизни персонажей, а не на приключениях.